# People’s Palace

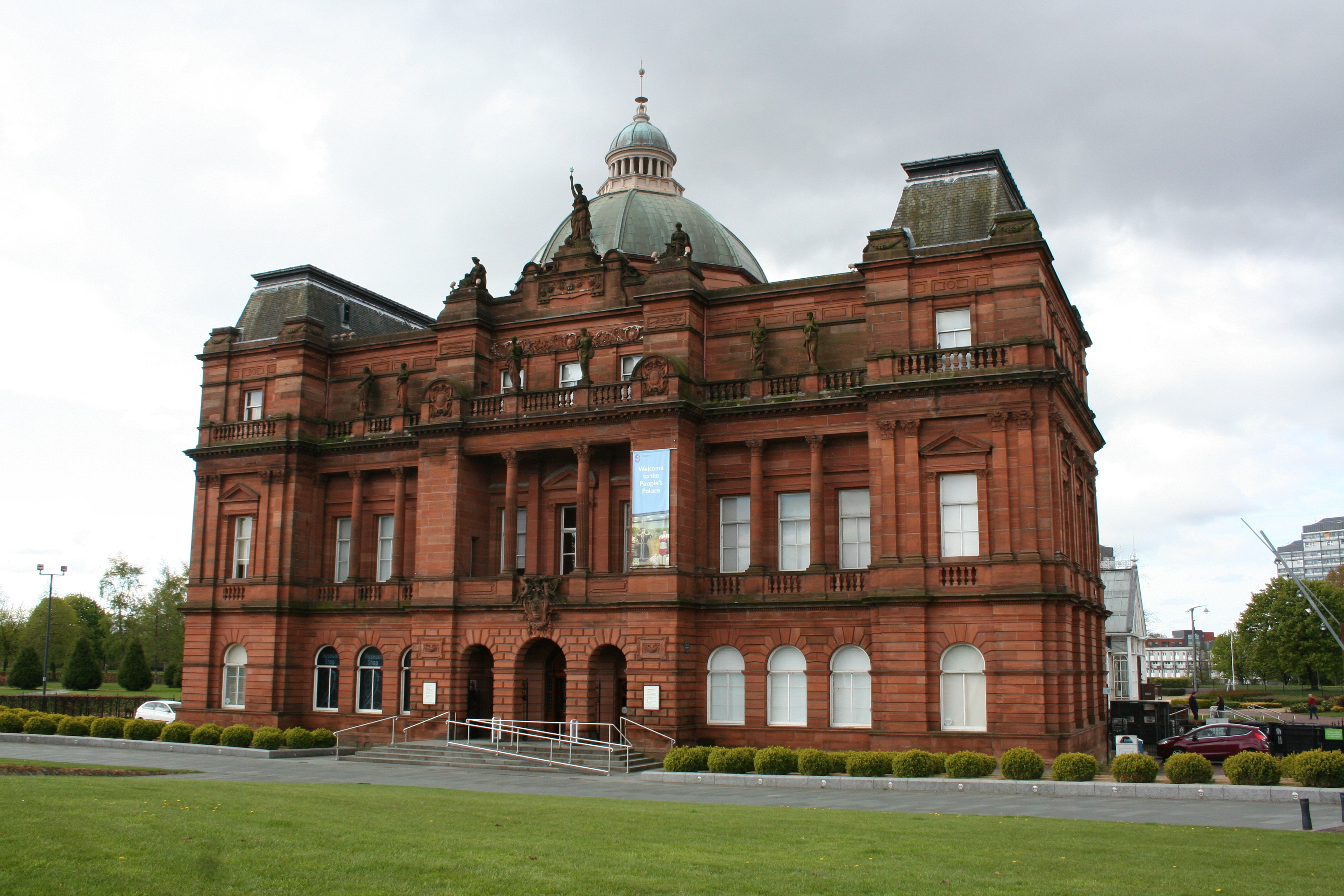
People’s Palace

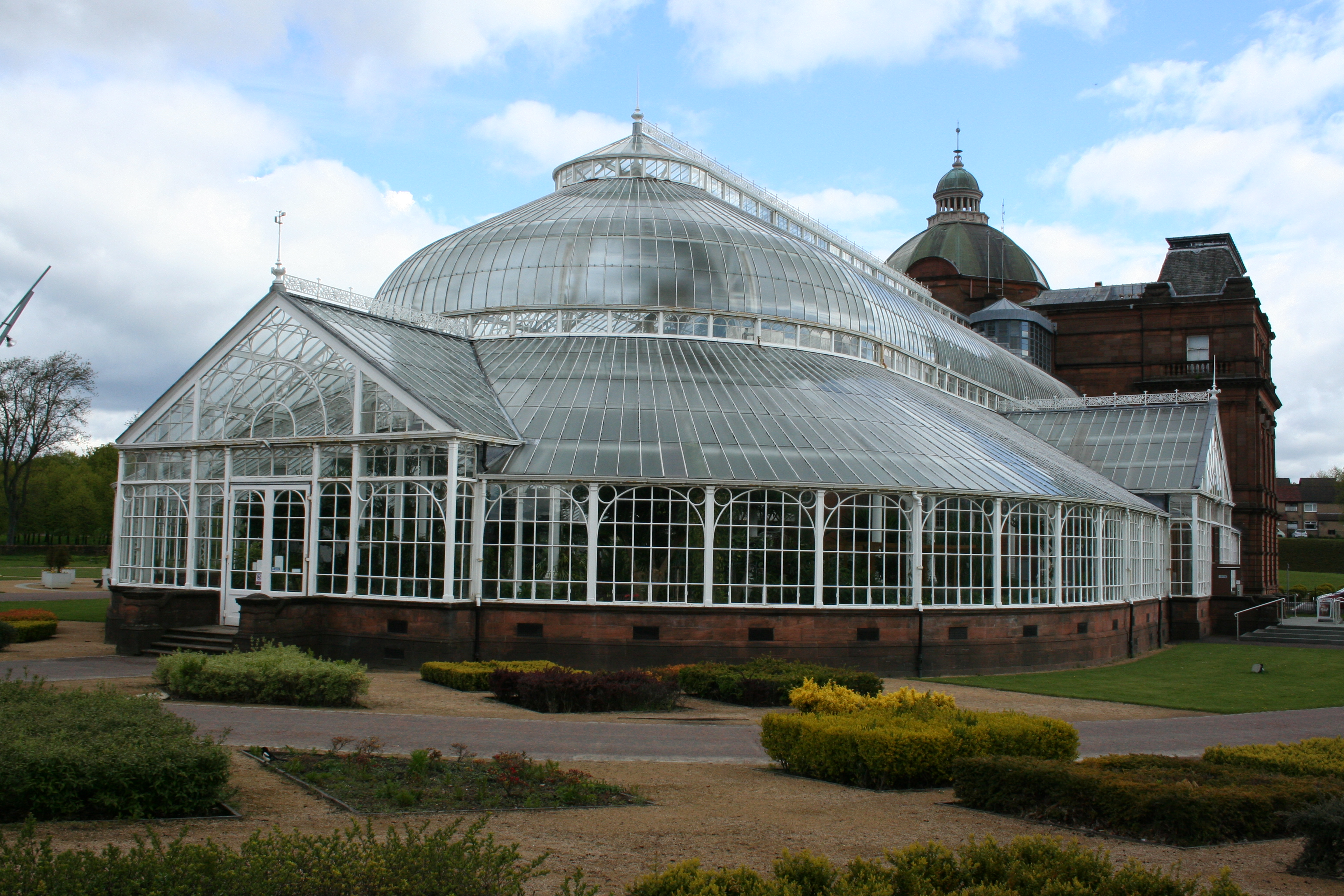
Gewächshaus

Der People’s Palace ist ein Museum in der schottischen Stadt Glasgow. 1970 wurde das Bauwerk in die schottischen Denkmallisten in der höchsten Denkmalkategorie A aufgenommen.

## Geschichte
Das Gebäude wurde zwischen 1893 und 1898 als Museum erbaut. Den Entwurf lieferte der schottische Architekt William Brown Whitie. Von Seiten der Stadt war Alexander Beith McDonald in die Planung involviert. Die Gesamtkosten beliefen sich auf 19.000 £.

## Ausstellung
Thematisch befasst sich die Ausstellung des People’s Palace mit dem Leben der Glasgower Stadtbevölkerung ab dem Jahre 1750 bis zur heutigen Zeit. 2019 wurde People’s Palace von rund 224.000 Personen besucht. 2024 betrug die Besucherzahl etwa 58.000 Personen.

## Beschreibung
Der People’s Palace steht inmitten des Glasgow Greens unweit des rechten Clyde-Ufers östlich des Glasgower Stadtzentrums. Es handelt sich um ein detailreich ornamentiertes, dreistöckiges Neorenaissancegebäude. Sein Mauerwerk besteht aus rotem Sandstein. Die nordexponierte Hauptfassade ist mit korinthischen Säulen und Pilastern ausgestaltet. Es treten Eckrisalite mit Mansarddächern hervor.
Rückwärtig schließt sich ein markantes Gewächshaus an. Die abgerundete Konstruktion besteht aus einem Gerüst aus Stahl und Gusseisen, in das Glaselemente eingehängt sind. Die Fahrstühle entlang der Gebäudewand wurden 1990 hinzugefügt.